# Publio Licinio Craso

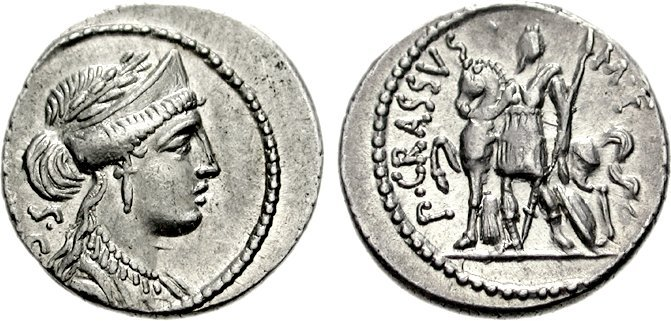
Denario emitido por Publio Licinio Craso en 55 a. C.

Publio Licinio Craso (en latín, Publius Licinius Crassus; 86/82 a. C.-9 de junio de 53 a. C.) fue un noble y militar romano, hijo de Marco Licinio Craso. Sirvió como oficial de César durante la guerra de las Galias y posteriormente bajo su padre, junto a quien moriría en la Batalla de Carrhae.

## Familia
Era uno de los dos hijos de Marco Licinio Craso el triunviro y Tértula. Perteneció a la última generación de nobiles romanos que alcanzaron la mayoría de edad y comenzaron una carrera política antes de la caída de la República. Entre sus pares se encontraban Marco Antonio, Marco Junio Bruto, Décimo Junio Bruto Albino y el poeta Cayo Valerio Catulo.

## Carrera pública
Publio Craso sirvió como legado, a cargo de la caballería del ejército en las Galias, de Gayo Julio César en 58-56 a. C. Demasiado joven para recibir un encargo formal por parte del Senado, Publio se distinguió como oficial del ejército en campañas entre las naciones de Armórica (Bretaña) y en Aquitania. César y Cicerón, quien además alabó su oratoria y buen carácter, tenían un gran concepto de él.
A su regreso a Roma, Publio se casó con Cornelia, hija de Quinto Cecilio Metelo Escipión, y comenzó su carrera política activa como triunvir monetalis («acuñador de moneda») y proporcionando una fuerza de seguridad durante la campaña electoral de su padre para un segundo consulado.
Su padre Marco Licinio Craso lo quiso para la campaña parta. Allí terminó su prometedora carrera política, pues murió junto con su padre en la batalla de Carrhae. Cornelia, con quien probablemente no tuvo hijos, se casaría posteriormente con Pompeyo, entonces viudo reciente de Julia, la hija de César.